# 家庭って?
『家庭って?』（かていって）は、1986年1月6日～2月28日にTBS「花王 愛の劇場」枠にて放送された昼ドラマである。同枠における、石井ふく子がプロデューサーを務めた作品の第2作目。

## 概要
５年ほど前に夫と死別した嫁・倉本香子は、姑・倉本まつと、養子・倉本淳の３人で東京郊外の旧家に住んでいる。まつには、次男・倉本雄、長女・連城一子、次女・倉本寿子の３人の子がおり、雄と一子は既婚であり雄の嫁・倉本文子と一子の婿・連城利治が各々おり、寿子は未婚であるが寿子の恋人・慎吾がいる。香子には、実妹・立花周子がいる。香子は倉本家で料理教室を開き、一家を経済的に支えてきた。さらに、香子は夫が亡くなってから女手ひとつでまつの世話・淳の面倒をしてきた。わがまま放題にいっぱい振る舞う姑・まつは静かにおとなしく耐える嫁・香子を思う存分いびる毎日であった。姑の嫁いびりに耐えきれず香子が家を出ると決断する度に、発作を起こしたり怪我をしたりする。なかには、わざと発作を起こしたり怪我をしたりもする。発作や怪我でまつが退院して家に戻ってきても、またも、食事ひとつひとつにつけて文句ばかり言い、今日はあれが食べたい・今日はこれが飲みたい、と相変わらずわがまま放題なので、香子は呆れ困る。息子、息子の嫁、娘、娘の婿たちもまつを敬遠し始めたが、まつ名義の土地や財産が目当てのため仕方なくまつに取り入れ我慢していた。その矢先、香子の亡夫の親友・加山司郎が香子に求婚するが…。

## キャスト
- 倉本香子：大空眞弓
- 倉本まつ：赤木春恵
- 倉本淳：松田洋治
- 倉本雄：大和田獏
- 連城一子：東てる美
- 慎吾：広岡瞬
- 倉本文子：小鹿みき
- 連城利治：倉石功
- 三浦富子：杉山とく子
- 加山司郎：誠直也
- 倉本寿子：栗田陽子
- 立花周子：木村弓美
- 葦原邦子

## スタッフ
- プロデューサー - 石井ふく子、伊藤松朗
- 原作 - 橋田壽賀子 「幸せのとなり」より
- 脚本 - 石井君子
- 演出 - 川俣公明
- 制作 - TBS、ストーンウェル